# Marinenachrichtenschule
Marinenachrichtenschulen (MNS) waren Militärschulen der Reichsmarine und der Kriegsmarine, die Gasten im Fernmeldewesen und Ortung ausbildeten.

## Geschichte
Bereits von 1920 bis 1925 bestand in Mürwik eine Marinenachrichtenschule, welche von 1925 bis 1934 als Torpedo- und Nachrichtenschule (TNS) weitergeführt wurde.
Bei der Aufrüstung der Wehrmacht wurden mehrere Nachrichtenschulen mit Lehr- und Versuchseinheiten aufgestellt. Im März 1934 hatte die Marinestation der Ostsee die Trennung der Torpedo- und Nachrichtenschule in Mürwik befohlen. Beide Schulen erhielten neue Gebäude. Es folgten weitere Gründungen von Marinenachrichtenschulen, u. a. war ab 1939 auch eine Marine-Nachrichtenschule in der Nähe von Berlin geplant, aber nicht realisiert.
Die Schulen wurden der Marinenachrichteninspektion (N.J.) unterstellt, welche bis Ende April 1941 in Flensburg existierte. Anschließend waren mit der Auflösung der Marinenachrichteninspektion die Schulen dem neu eingerichteten Höheren Kommandeur der Marinenachrichtenschulen (H.K.N.) unterstellt.
Die Marine-Nachrichtenschule Mürwik bestand bis 1956.
Für das Heer und die Luftwaffe entstand 1935 die Heeres- und Luftwaffennachrichtenschule in Halle (Saale), im heutigen Stadtteil Heide-Süd. Eine zweite Heeresnachrichtenschule entstand in Glatz.

## Standorte der Marinenachrichtenschulen

### Flensburg-Mürwik
Die Gebäude der Nachrichtenschule (später auch Marinenachrichtenschule) in Flensburg-Mürwik die in den 1930er Jahren entstanden, wurden 1956 von der Marinefernmeldeschule übernommen, die 2002 aufgelöst wurde. Die Schule für Strategische Aufklärung der Bundeswehr bezog die Gebäude, die 2024 zu einer Außenstelle des Ausbildungszentrums CIR wurde.

### Aurich
Bis auf 300 Angehörige der Österreichischen Legion beherbergte Aurich im Deutschen Reich 1933 bis 1945 zunächst keine Soldaten. Nachdem die Stadt sich bei Heer und Luftwaffe mehrere Male vergeblich um die Stationierung von Einheiten bemüht hatte, entschied sich die Marine für Aurich als Standort der ersten zusätzlichen Nachrichtenschule. Dies war erforderlich, da die Marine-Nachrichtenschule Mürwik keine Ausbildungsplätze mehr anbieten konnte. Die Stadt übernahm alle Erschließungskosten. Die Schule wurde am 1. Oktober 1938 befohlen und zum Oktober 1939 aus der Nachrichtenausbildungskompanie Aurich aufgestellt. Bis 1943 wuchs die Schule auf zehn Kompanien.

#### Kommandeure
- von September 1938 bis Juli 1943: Korvettenkapitän/Fregattenkapitän Erich von Dresky, bis Mitte 1940 m.w.d.G.b., ehemaliger Lehrer und Kompanieführer bei der Marine-Nachrichtenschule Mürwik
- von Juli 1943 bis Oktober 1943: Korvettenkapitän d. R. und Stabsoffizier Karl Ruprecht m.w.d.G.b.
- Oktober 1943 bis November 1943: Korvettenkapitän Martin Wilcke i. V., ehemaliger Referent bei der  Marinenachrichteninspektion und Stabsoffizier beim Höherer Kommandeur der Marinenachrichtenschulen, später Kommandeur der Marine-Nachrichtenschule Rantum
- November 1943 bis Kriegsende: Fregattenkapitän/Kapitän zur See Eberhard Jaehnke, später Kampfkommandant von Aurich

### Waren/Müritz
Nach einer Umgliederung von Kompanien aus Plön, Kiel und Flensburg wurde Ende Juni 1941 in Waren (Müritz) die Aufstellung der Marine-Nachrichtenschule Waren/Müritz befohlen. Ende des Jahres wurde die Schule aus der 1. Signalausbildungsabteilung aufgestellt. Die Ausbildung der Soldaten erfolgte für den optischen Signaldienst und mit den neuen Funkfernschreibdienste. Pro Quartal durchliefen 1.800 Signalgasten den Lehrgang. Streng abgeschirmt waren die Lehrgänge für Freya (Radar) und Würzburg (Radar). Erfahrungen und Wünsche der Flotte zu diesen Systemen waren direkt der MNS Waren zu melden.
Anfang 1945 wurde die Schule nach Mürwik verlegt.

#### Kommandeure
- Ende 1941 bis Juli 1942: Korvettenkapitän/Fregattenkapitän Hans Kretschmann, ehemaliger Stabsoffizier beim Höherer Kommandeur der Marinenachrichtenschulen und Kommandeur der 1. Signalausbildungsabteilung
- Mitte September 1942 bis Ende 1944: Fregattenkapitän/Kapitän zur See Walter Roll, ehemaliger Referent bei der  Marinenachrichteninspektion
- Anfang 1945 bis Kriegsende: Korvettenkapitän d. R. Otto Kohlhauer

### Rantum/Sylt
1937 war das Rantumbecken für einen Seefliegerhorst der Luftwaffe eingedeicht worden. In die (nicht gebrauchten) Gebäude zog am 18. November 1943 eine weitere Marine-Nachrichtenschule Rantum/Sylt. Ab April 1944 bildete sie pro Quartal 1.500 Funkgasten aus. Die Schule bestand bis Kriegsende.
Einziger Kommandeur war der Fregattenkapitän/Kapitän zu See Martin Wilcke.

## Kommandeure
- Kapitänleutnant Günther Suadicani: 1920
- Kapitänleutnant Kurt Duncklenberg: von 1920 bis 1925
- Korvettenkapitän Leo Riedel: 1925/1926
- Korvettenkapitän Wolf von Trotha: von 1926 bis 1928
- Fregattenkapitän Heinz-Eduard Menche: von 1928 bis 1930
- Fregattenkapitän Ernst Wolf: von 1930 bis 1932
- Kapitän zur See Georg Reimer: 1932/33
- unbekannt
- Fregattenkapitän/Kapitän zur See Erhard Maertens: von 1934 bis 1936
- Korvettenkapitän/Kapitän zur See Konrad Weygold: von 1936 bis 1941
- Korvettenkapitän Heinz Grunwald: 1941/42
- Kapitän zur See Adolf Ritter: von 1942 bis 1945